# Pont de Colombelles
Le pont de Colombelles est un pont tournant situé sur les communes de Colombelles et d'Hérouville-Saint-Clair dans le département du Calvados et la région Normandie. Il constitue une liaison essentielle entre l'ouest et l'est de l'agglomération caennaise et enjambe le canal de Caen à la mer. Ce pont a été construit en 1958 et compte-tenu de son état de vétusté sera remplacé en 2027 par un nouveau pont, de même type, construit 40 mètres en aval de sa position actuelle. 

## Histoire

### Contexte de construction
L'opération de creusement d'un canal reliant Caen à la mer, confiée en 1838 à l'administration des Ponts et Chaussées et à son ingénieur Tostain, prévoit dans la dernière phase des travaux la construction de quatre ouvrages de franchissement de la nouvelle voie maritime, établis respectivement sur les chaussées de Calix, Colombelles, Blainville et Bénouville. Ces quatre ponts, construits à partir de 1852, ont la caractéristique commune d'avoir un tablier mobile permettant de libérer le passage à un navire. Tous quatre sont construits en tôle. 

### Les trois ponts successifs

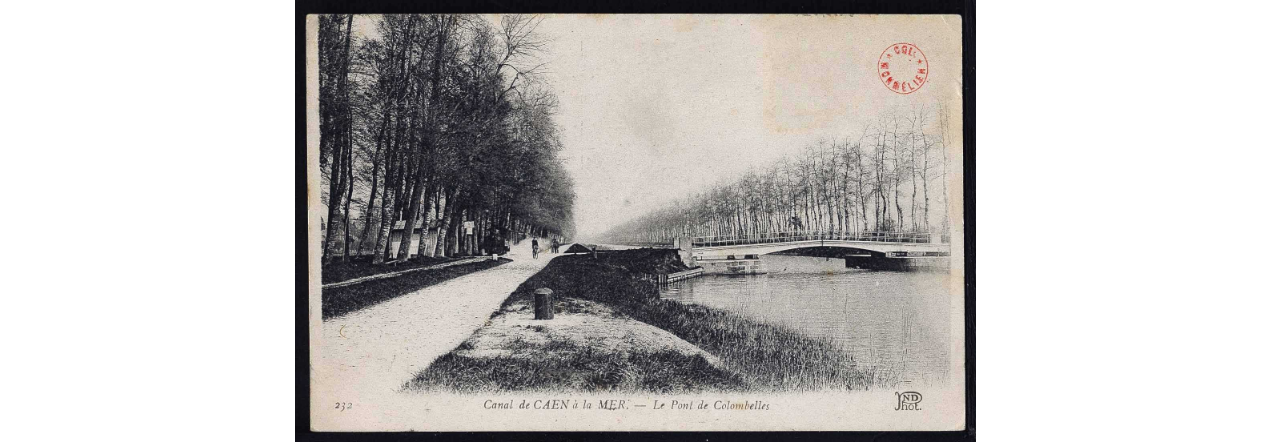
Le pont tournant de Colombelles (1910-1920)

Le premier pont qui enjambait à la fois l'Orne à Colombelles et le canal à Hérouville, mis en service en 1857, est un pont tournant, avec un écartement entre les culées du canal de 12,36 mètres. Le tablier mesure quant à lui 3,50 mètres de large. Le trafic du port se développant fortement à partir des années 1890, le Gouvernement approuve en décembre 1906 la reconstruction des quatre ponts du canal de Caen à la mer : le canal est élargi aux abords de chaque pont afin de porter la passe libre entre les culées à 18 mètres. Les travaux se déroulent entre 1907 et 1910. Le nouveau pont de Colombelles supporte désormais un trafic automobile qui a augmenté et permet à des navires de plus en plus gros de passer sans difficulté. La fin du trafic fluviomaritime sur l'Orne en 1914 permet d'établir par la suite un pont fixe pour son franchissement.  

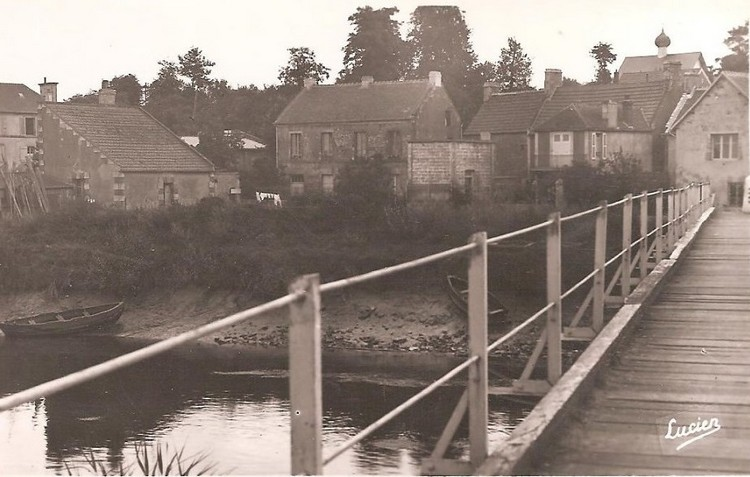
Le pont du bac à Colombelles, pont en bois construit sur l'Orne par l'occupant allemand.

Au cours des opérations du Débarquement et dans l'objectif de freiner une éventuelle contre-offensive allemande, une escadre anglaise bombarde le pont tournant le 6 juin 1944, qui est alors tenu par la 21e division Panzer. Mais elle n'atteint pas sa cible. Le pont est détruit plusieurs jours plus tard, au petit matin du 23 juin, par l'explosion d'une torpille à retardement placée pendant la nuit sous son tablier par des hommes-grenouilles allemands, ainsi qu'en témoigne le lieutenant Hans Höller dans son autobiographie « Sous les ordres de Rommel ». Ces nageurs de combat du commando de marine 65 avaient reçu pour mission de faire sauter le pont à bascule de Bénouville (Pegasus Bridge) et le pont sur l'Orne de Ranville (Horsa Bridge), aux mains des Alliés. Mais induits en erreur par une carte d'état-major incomplète, ces hommes ont saboté les deux ponts que la division allemande gardait : le pont tournant sur le canal entre Colombelles et Hérouville et le Matterstock Brücke, appelé pont du Bac par la population locale, que les occupants avaient construit sur l'Orne à Colombelles en 1942-43.  
Pour permettre le franchissement du canal à ses riverains, une passerelle piétonne, flottante et tournante, est provisoirement assemblée en 1945 sur le canal à partir d'éléments du port Mulberry B d'Arromanches-les-Bains.  
Un nouveau pont tournant métallique, le troisième en date, est construit en aval du précédent : édifié en 1958, il est mis en service en octobre 1959.  

### La vétusté du pont actuel
En 2008, le pont fait l'objet d'importants travaux : son système de fondation est changé, Lors d'une inspection approfondie réalisée en 2016, il apparaît que les éléments structurels de sa charpente métallique présentent une usure importante, nécessitant des interventions régulières pour enrayer ses fissurations. La même année, le vérin principal de l'ouvrage, tombé en panne, doit être remplacé, provoquant plusieurs semaines de perturbations le temps que le nouveau vérin soit fabriqué. Des désordres au niveau de ses fondations sont aussi apparus. Sa fiabilité n'étant plus garantie, les pannes devenant chroniques, le remplacement de l'ouvrage a été décidé par les collectivités territoriales concernées.   
Le pont continuera d'être utilisé pendant la période des travaux de construction du nouveau pont localisé à une quarantaine de mètres en aval de l'ouvrage actuel. Lorsque le nouveau pont sera mis en service, l'ancien sera démoli après dépollution, le métal pouvant être récupéré et réutilisé pour de nouveaux usages.    

## Caractéristiques

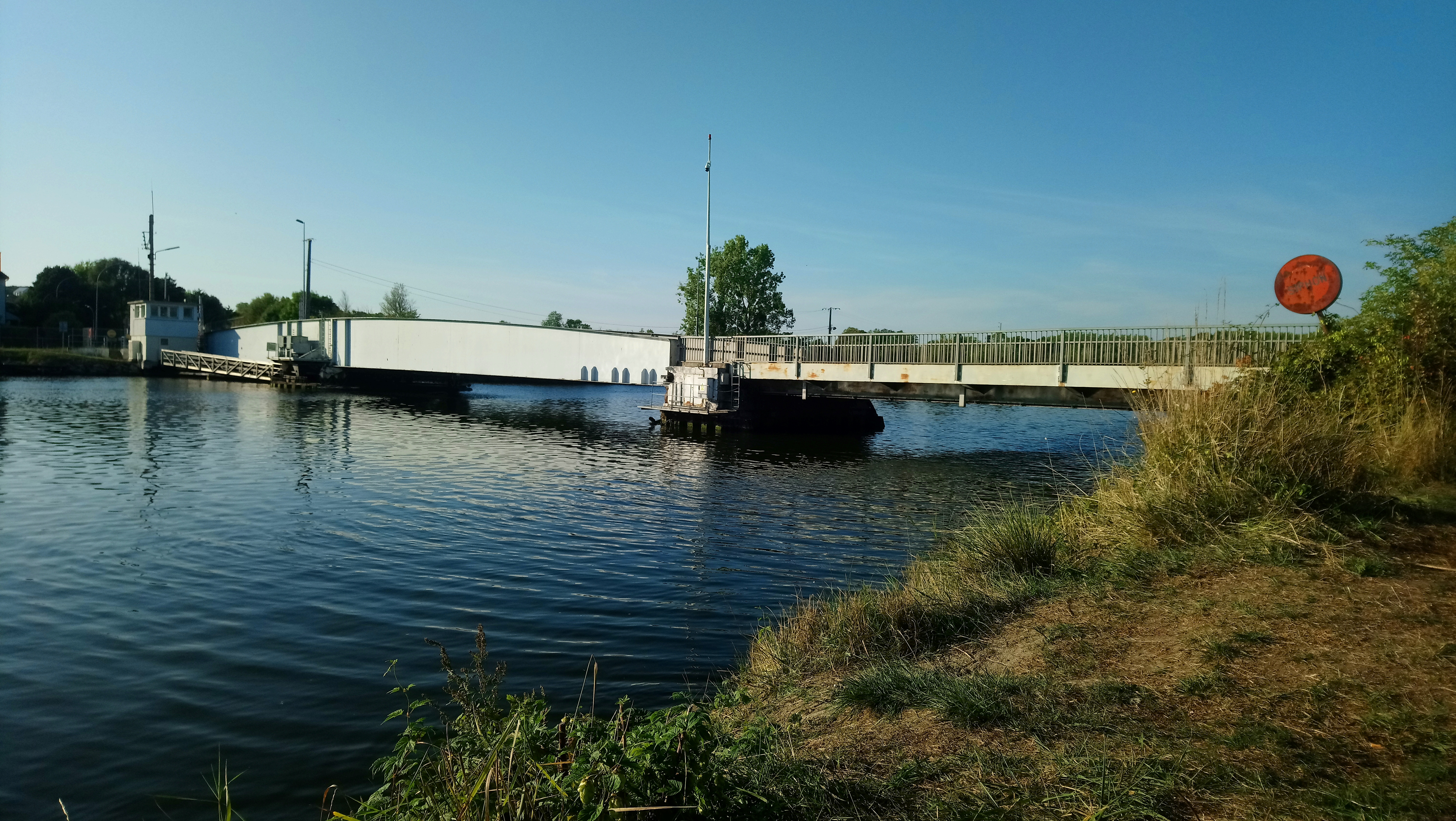
Les deux parties du pont en position fermée (depuis la rive droite).

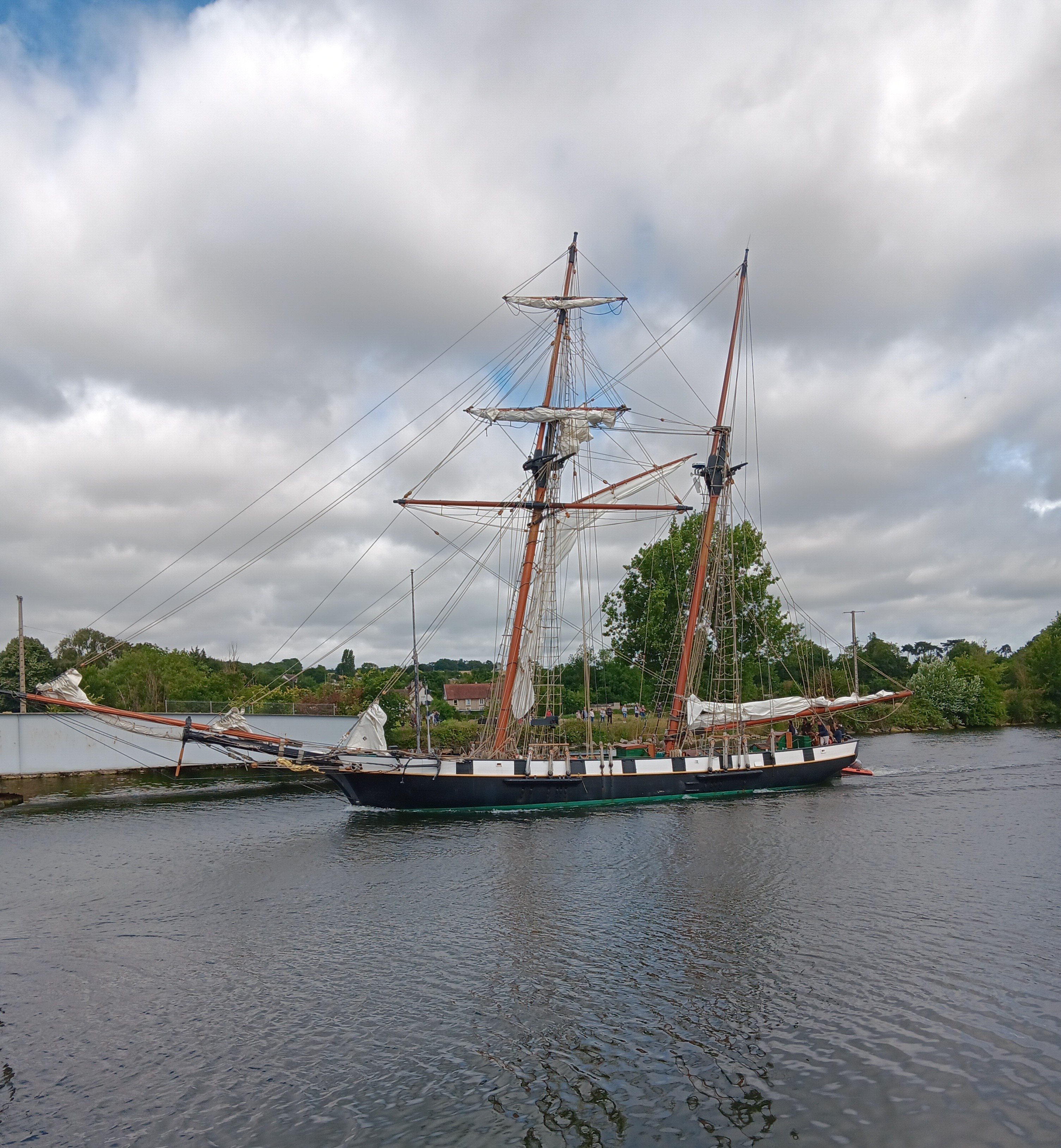
Partie mobile du pont en position ouverte (depuis la rive droite).

Le pont, métallique, se compose de deux parties. L'une, fixe, est appuyée, côté terre, sur la rive droite du canal et côté voie d'eau, sur une pile de fût monolithique. L'autre, mobile, dispose d'un tablier qui se déplace par rotation horizontale autour d'un axe vertical situé sur la rive gauche. En position ouverte, ce tablier se présente dans l'axe du canal et permet ainsi la navigation dans le passage dégagé par sa rotation. 
La partie mobile du pont permet un chenal de navigation de 30 mètres et son gabarit libre est de 1, 75 m, ce qui ne permet le passage sans manœuvre du pont qu'aux canots à moteur ou à rame et aux activités de loisirs telles l'aviron. Le tablier de la partie mobile est constitué d'un caillebotis métallique alors que celui de sa partie fixe est bitumé. Le pont comporte une voie de circulation bidirectionnelle de 2X3 m, avec garde-corps en métal plein pour sa partie mobile et en barreaux verticaux pour sa partie fixe. 

## Gestion de l'ouvrage
Depuis 2019, la gestion de l'ouvrage est assurée par le syndicat mixte Ports de Normandie, qui en est par ailleurs propriétaire. C'est à ce titre que le syndicat est chargé de son remplacement par les collectivités territoriales concernées que sont la Région de Normandie, le Département du Calvados, la communauté d'agglomération de Caen la Mer et les deux communes de Colombelles et Hérouville-Saint-Clair. 

## Horaires
Le pont de Colombelles n'a pas d'horaires fixes pour le passage des navires et son ouverture se fait en fonction du trafic maritime. Une vidéo diffusée sur le site de Ports de Normandie explique cette particularité. Depuis 2014, le système de commande d'ouverture à distance de l'ensemble des ponts du canal est situé dans la capitainerie du port de Ouistreham. En 2016, est lancée une application qui fournit en temps réel à ses abonnés des informations sur les horaires d'ouverture et de fermeture des ponts mobiles de Bénouville et de Colombelles. Après trois ans d'expérimentation, l'application a été élargie aux autres ponts du canal.  

## Trafic
En 2019, lors de la prise de décision de remplacement du pont, le trafic de circulation routière était évalué en moyenne à 15 000 véhicules légers par jour. En 2023, avec la réalisation de la desserte portuaire qui fait la liaison entre l'A 13 et la route départementale de Ouistreham, le trafic est évalué selon l'autorité environnementale à 18 000 véhicules par jour dont 7 % de véhicules de plus de 7,5 tonnes malgré l'interdiction de circulation des poids-lourds qui les concerne depuis 2021. Toujours selon la même autorité et les projections réalisées, le trafic à l'horizon 2039 est évalué à 25 200 véhicules par jour (poids-lourds compris sur le nouveau pont). 

## Projet de nouveau pont

### La concertation publique
Le projet de remplacement du pont de Colombelles a fait l'objet d'une concertation publique préalable qui s'est déroulée du 1er février au 15 mars 2021. Une seconde enquête publique portant sur l'autorisation environnementale des travaux a été organisée du 16 octobre au 16 novembre 2023. Le projet se situe en effet dans le corridor biologique de l'Orne et son canal, dans les ZNIEFF « canal du pont de Colombelles » et « basse vallée et estuaire de l'Orne ». Il donne donc lieu à des mesures de compensation des zones humides impactées ou détruites. Ces enquêtes n'ont pas soulevé d'opposition au projet qui est bien reçu du public, notamment en ce qui concerne la prise en compte des mobilités douces.  

### Le calendrier
Le remplacement du pont de Colombelles a été autorisé par le préfet du Calvados le 16 février 2024. Mais les travaux qui devaient commencer fin 2024 sont repoussés à l'année 2025. Ils sont finalement confirmés pour la rentrée 2025 pour une livraison en 2027. L'ancien pont sera détruit quant à lui en 2026.

### Les caractéristiques du futur pont
Le futur pont est de même type que l'ancien : un pont tournant dont la rotation est prévue en rive droite. Sa partie mobile permettra un chenal de navigation de 40 mètres de large qui, à la différence de l'ancien, pourra donc recevoir tous les bâtiments franchissant les écluses de Ouistreham. Son gabarit libre sera fixé entre 4,10 et 4, 50 mètres : ainsi, il ne sera pas nécessaire de le manœuvrer  et d'interrompre la circulation routière pour permettre le passage des embarcations de plaisance et des navettes fluviales. 
La partie mobile comprendra
- une voie de circulation bidirectionnelle (2X3,25 m)
- une voie cyclable bidirectionnelle (2X1,50 m)
- une voie piétonne (PMR) de 1,40 m côté sud
- un trottoir de maintenance de 0,80 m côté nord.

Le tablier sera construit en dalle orthotrope, ce qui limite les nuisances sonores. Il sera recouvert d'un revêtement moins glissant (résine époxy) en ce qui concerne les voies douces. 
| maîtrise d'ouvrage | maîtrise d'oeuvre | durée des travaux | coût global                       | matériau                                   | longueur totale | largeur |
| ------------------ | --- | ----------------- | --------------------------------- | ------------------------------------------ | --------------- | ------- |
| Ports de Normandie | Eiffage Métal en groupement avec Eiffage Génie civil et Eiffage Travaux maritimes en France (architecte : Thomas Lavigne) | 12 mois           | 22 M€ dont 700 K€ pour les études | acier (à forte proportion d'acier recyclé) | 102 m           | 11,70 m |